# Guo Shengtong
Guo Shengtong (chiń. 郭聖通; zm. 52) – pierwsza cesarzowa cesarza Guangwu (25 - 57), założyciela Wschodniej dynastii Han.

## Pochodzenie i małżeństwo
Guo Shengtong pochodziła z bogatej i wpływowej rodziny – jej ojciec, Guo Chang, był właścicielem wielkich posiadłości ziemskich w północnej części współczesnej prowincji Hebei. Matka przyszłej cesarzowej była córką Liu Pu, księcia (Wang) Gong na Zhending, który był potomkiem cesarza Jinga w szóstym pokoleniu. Po śmierci dziadka ze strony matki w 7 roku wuj dziewczyny, Liu Yang, odziedziczył księstwo, ale kiedy Wang Mang objął tron, odebrał mu tytuł (tak jak zrobił to ze wszystkimi książętami dynastii Han) i przeniósł go do grupy plebejuszy.
Kiedy w 23 roku  wszystko wskazywało na to, że dynastia Xin założona przez Wang Manga nie przetrwa, Liu Xuan wszczął rebelię, szybko zdobył poparcie prostej ludności swojej prowincji i stolicy, po czym przyjął imię cesarza Gengshi. Kiedy jeden z pretendentów, Wang Lang, twierdzący, że jest synem cesarza Chenga (miał nosić imię Liu Ziyu), wyruszył przeciwko Gengshidi, książę Liu Yang poparł jego roszczenia. Gdy w następnym roku Liu Xiu przybył by w imieniu Gengshidi walczyć z Wang Langiem zaproponował Yangowi sojusz i poślubienie jego siostrzenicy Guo (Liu Xiu był już żonaty z Yin Lihua). Liu Yang przystał na tę propozycję i tym samym przeszedł na stronę Gengshidi, zaś Gou Shengtong została oficjalną konkubiną Liu Xiu.
W 25 roku Liu Xiu ogłosił się cesarzem przywróconej na tron dynastii Han (jako cesarz Guangwu). Guo Shengtong została cesarską konkubiną i jeszcze w tym samym roku urodziła mu syna, pierwsze dziecko nowego cesarza - księcia Liu Qianga. Jej pozycja jednak nie zmieniła się, mimo upadku jej wuja, Liu Yanga podejrzewanego o próbę zawiązania spisku i straconego w 26 roku naszej ery. Mimo tego incydentu cesarz wyniósł syna Liu Yanga (będącego zarazem kuzynem Guo) Liu De czyniąc go księciem Zhending, chociaż w 37 roku zmniejszył rangę tego tytułu, czyniąc go markizatem w ramach reorganizacji tytułów szlacheckich.
Również w 26 roku cesarz Guangwu zastanawiał się nad nadaniem którejś z konkubin tytułu cesarzowej. Wciąż był zakochany w swojej pierwszej miłości, konkubinie Yin, która jednak nie urodziła mu syna i zdecydował nadać ten tytuł konkubinie Guo, jednocześnie czyniąc jej syna następcą tronu.

## Cesarzowa
Cesarzowa Guo była jedną z tych cesarzowych, które urodziły najwięcej synów w historii Chin bo aż pięciu. Jednakże w czasie gdy ona była w ciąży i rodziła kolejne dzieci, jej mąż nadal szaleńczo zakochany w konkubinie Yin spędzał z nią większość nocy. Jedynym co zrobił dla rodziny swojej żony było wyniesienie jej brata, Guo Kuanga do rangi ministra. Cesarzowa miała się często skarżyć na swój los co z kolei rozwścieczało jej męża. Ostatecznie odebrał jej tytuł w 41 roku, mianując na jej miejsce ukochaną konkubinę Yin.
Osunięta cesarzowa nie podzieliła losu swych poprzedniczek dla których istniały dwie możliwości – dożywotnie więzienie w jednym z mniejszych pałaców lub śmierć. Cesarz wdzięczny za urodzenie mu pięciu synów, którzy zostali mianowani przez niego książętami, nadał jej tytuł księżnej wdowy Zhongshan – który to tytuł nigdy wcześniej ani później nie był noszony przez żonę lub konkubinę cesarza.

## Księżna wdowa
Cesarz nie odwrócił się jednak od jej rodziny – jej brat, Guo Kuang będący już markizem, otrzymał wielkie połacie ziemi, ogromny majątek, tak że jego rezydencja w stolicy była nazywana „kopalnią złota”. Jego kuzyni Guo Jing i Gup Kuang w podzięce za dokonaną przez nich reformę administracji, otrzymali tytuły markizów.
W 44 roku, księstwo księcia Liu Fu zostało zamienione na Pei i jego matka wyruszyła razem z nim.
W 50 roku naszej ery matka księżnej wdowy Guo zmarła, a oddany jej cesarz Guangwu miał ją publicznie opłakiwać i urządzić jej pogrzeb na koszt państwa, nadając jej pośmiertnie tytuł księżnej Guo Chang.
W 52 roku, księżna wdowa Guo Shengtong zmarła i została pochowana ze wszelkimi honorami należnymi cesarzowej, jednak nie w grobowcu swojego męża.